# North West Hockey League
Die North West Hockey League war eine nordamerikanische Eishockey-Minor League, die von 1933 bis 1936 existierte.

## Geschichte
Die North West Hockey League wurde 1933 von den Calgary Tigers und Edmonton Eskimos gegründet, die nach der Auflösung der Western Canada Hockey League nach nur einjährigem Spielbetrieb, ohne Wettbewerb dastanden. Zudem nahmen die Portland Buckaroos und Vancouver Lions, die bis 1931 in der anschließend unterbrochenen Pacific Coast Hockey League angetragen waren, den Spielbetrieb wieder auf. Mit den Seattle Seahawks konnte man darüber hinaus ein vollkommen neues Team in die Liga aufnehmen. Die NWHL bestand drei Jahre lang, ehe Calgary und Edmonton den Spielbetrieb einstellten. Die übrigen drei Mannschaften beschlossen 1936 den Spielbetrieb in der Pacific Coast Hockey League weiterzuführen.

## Teams
- Calgary Tigers (1933–1936)
- Edmonton Eskimos (1933–1936)
- Portland Buckaroos (1933–1936)
- Seattle Seahawks (1933–1936)
- Vancouver Lions (1933–1936)

## Meister
- 1934: Calgary Tigers
- 1935: Vancouver Lions
- 1936: Seattle Seahawks